# Erik Daniels
Erik Christopher Daniels (Cincinnati, Ohio, 1 de abril de 1982) es un exjugador de baloncesto estadounidense. Con 2,04 metros de estatura, jugaba en la posición de ala-pívot.

## Trayectoria deportiva

### Universidad
Jugó durante cuatro temporadas con los Wildcats de la Universidad de Kentucky, en las que promedió 8,3 puntos y 4,1 rebotes por partido.

### Profesional
Tras no ser elegido en el Draft de la NBA de 2004, fichó como agente libre por los Sacramento Kings, con los que disputó 21 partidos, logrando un total de 13 puntos. Al año siguiente fichó por los Fayetteville Patriots, donde jugó una temporada en la que fue uno de los jugadores más destacados del equipo, promediando 17,6 puntos y 8,1 rebotes por partido, siendo incluido en el segundo mejor quinteto de la NBA D-League.
En 2006 fichó por el Angelico Biella de la liga italiana, donde disputó una temporada en la que promedió 16,8 puntos y 10,0 rebotes por partido.  Al año siguiente pasó a la Lottomatica Roma, pero únicamente disputó tres partidos con el equipo romano, tras ser apartado del mismo por motivos disciplinarios. En enero de 2008 fichó por el Akasvayu Girona de la liga ACB, donde promedió 11,4 puntos y 4,2 rebotes por partido.
En 2008 regresó a su país, para jugar en los Erie BayHawks de la NBA D-League, donde jugó una temporada en la que fue el mejor de su equipo y uno de los mejores de la liga, tras promediar 21,1 puntos, 10,0 rebotes y 4,5 asistencias por partido,  por lo que fue elegido en el mejor quinteto del campeonato.
Al año siguiente volvió a Europa, para jugar en la misma temporada en el Azovmash Mariupol de la Superliga de Baloncesto de Ucrania, el Hapoel Gilboa Galil Elyon de la liga israelí y el KK Zagreb de la liga croata. Regresó después de nuevo a los BayHawks, donde permanece desde entonces, salvo una breve incursión en el Andrea Costa Imola de la Legadue italiana, donde jugó 13 partidos en los que promedió 10,6 puntos y 6,0 rebotes.

## Estadísticas de su carrera en la NBA

### Temporada regular
| Temporada | Edad | Equipo           | Liga | Pos. | P  | TIT | MIN | TC  | TCA | %TC  | 3P  | 3PA | %3P  | TL  | TLA | %TL | R.OF. | R.DEF. | REB | ASIS | ROB | TAP | PER | FP  | PTS |
| 2004-05   | 22   | Sacramento Kings | NBA  | SF   | 21 | 0   | 3.4 | 0.3 | 0.9 | .333 | 0.0 | 0.1 | .500 | 0.0 | 0.0 |     | 0.3   | 0.5    | 0.9 | 0.2  | 0.1 | 0.0 | 0.3 | 0.3 | 0.6 |
| Total     |      |                  | NBA  |      | 21 | 0   | 3.4 | 0.3 | 0.9 | .333 | 0.0 | 0.1 | .500 | 0.0 | 0.0 |     | 0.3   | 0.5    | 0.9 | 0.2  | 0.1 | 0.0 | 0.3 | 0.3 | 0.6 |